# 257ers
257ers est un groupe de hip-hop allemand. Formé en 2004, le groupe se compose des rappeurs Shneezin, Mike et Keule.

## Biographie

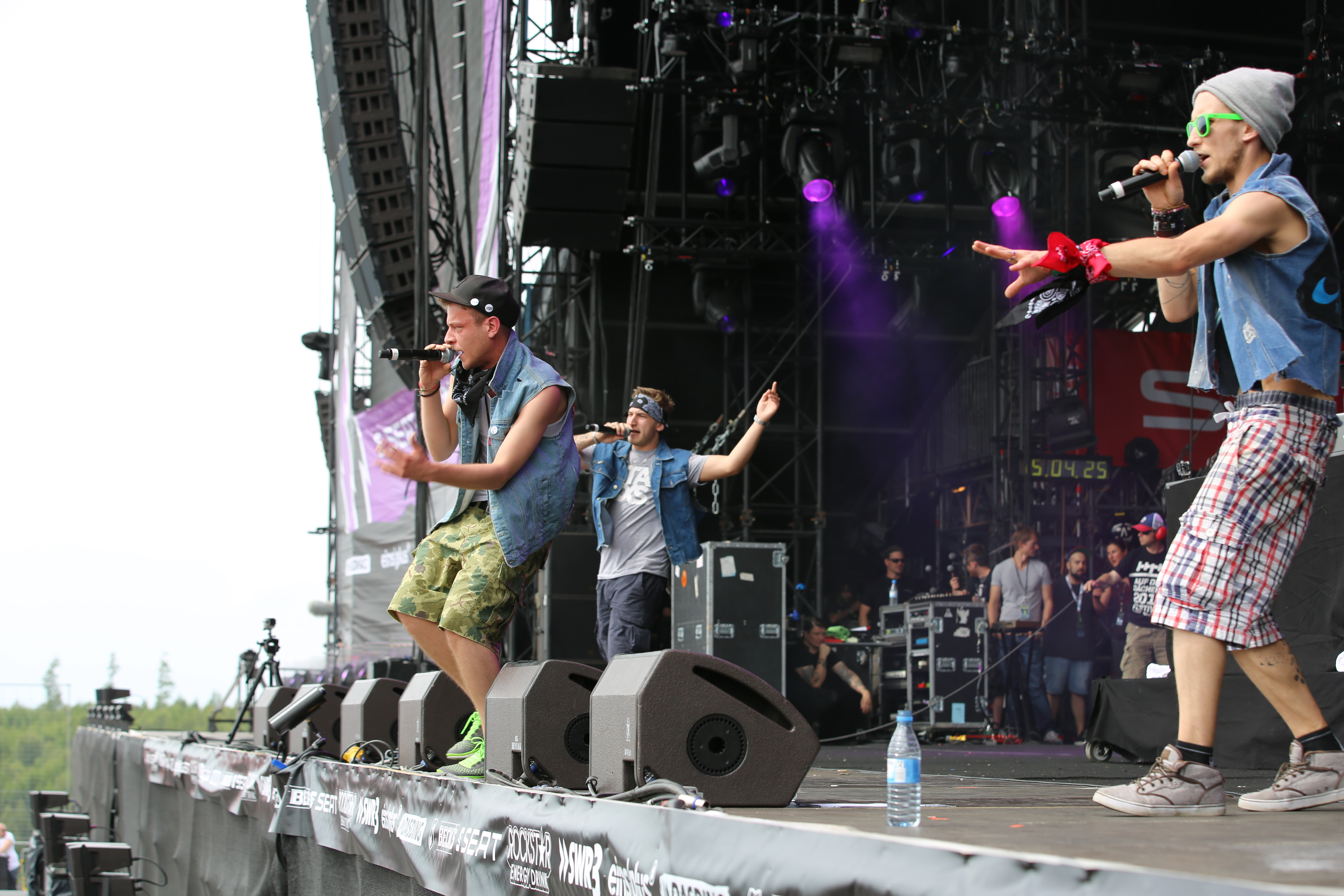
257ers au Festival Rock am Ring en 2014.

Les trois membres du groupe, Shneezin, Mike, et Keule, sont originaires de Kupferdreh, un quartier d'Essen, dont le code postal est 45257. À l'origine, le groupe fait en 1997 du graffiti puis se retrouve dans le hip-hop,. Il met d'abord en ligne quelques mixtapes, comme Scheiß auf Rappen en 2008, où on l'entend le gimmick Akk qui devient la marque du groupe,. Y apparaît Favorite, avec qui les collaborations se font plus nombreuses. Par ailleurs, Shneezin fait le mastering de mixtapes pour le label Selfmade Records.
En avril 2009, 257ers met en ligne gratuitement son premier album Hokus Pokus,. Quatre titres font l'objet de clips. L'année suivante, Shneezin sort un EP solo, Smegma, où collaborent Keule, Mike et Favorite puis fait une tournée avec ce dernier et Kollegah. Le 11 novembre 2010, sort le deuxième album, Zwen, où se produisent Psaiko.Dino, Krizz Dallas, Marvelous, Johnny Illstrument, Voddi, Josen et Delicious.
En avril 2012, le groupe fait une tournée avec Favorite. Peu après, Selfmade Records fait savoir qu'il produira les 257ers ; la signature était déjà faite en octobre 2011, en même temps que le groupe Genetikk. En juillet, 257ers est présent sur la scène du festival Splash. HRNSHN, le troisième album, est publié en septembre 2012 et prend la sixième place des ventes. Les rappeurs BattleBoi Basti, Weekend, 4Tune, Duzoe et Milo participent à la vidéo de Säbelzahntiger RMX. 
Dans le même mois, les 257ers signent un contrat avec BMG Allemagne. Du 20 octobre au 29 décembre, ils font une tournée intitulée Menschen, Tiere, AKKtraktionen avec Genetikk et DCVDNS,. Quand Langenscheidt organise pour savoir le mot préféré des jeunes Allemands, Akk prend la première place. En avril 2013, le groupe fait une tournée d'une dizaine de villes.
Sorti en septembre 2014, le quatrième album, Boomshakkalakka, prend la première place des ventes en Allemagne[réf. nécessaire].

## Discographie

### Albums studio
- 2009 : Hokus Pokus
- 2010 : Zwen
- 2012 : HRNSHN
- 2014 : Boomshakkalakka
- 2016 : Mikrokosmos

### Singles
- 2012 : Auseinanda
- 2014 : Warum
- 2014 : Baby du riechst
- 2014 : Irgendwo in Vegas (feat. Alligatoah)
- 2016 : Holland
- 2016 : Holz
- 2020 : Hypa Hypa (VS Eskimo Callboy)